# Harvest Moon 3
Harvest Moon 3 (en japonés: 牧場物語GB3 ボーイ・ミーツ・ガール, Bokujô Monogatari GB3 Bôi mîtsu gâru) és un videojoc de simulació de vida creat per a Game Boy Color creat per Victor Interactive Software i publicat al Japó el 29 de setembre de 2000. Malgrat que no fou publicat en Europa, als EUA fou comercialitzat amb el nom de Harvest Moon 3 GBC.
És el tercer joc de la saga Harvest Moon per a Game Boy i està directament relacionat amb l'anterior joc, Harvest Moon 2, de 1999. La principal novetat d'aquest joc és la tria de sexe del protagonista, la qual influeix en el devindre de la història. No obstant això, en aquest joc només hi ha un candidat al matrimoni.

## Sistema de joc
El temps està dividit en anys, els quals estan dividits en quatre estacions (primavera, estiu, tardor i hivern), cadascuna de les quals es divideix en 30 dies. El joc comença el primer dia de primavera. Si s'acompleixen certes condicions com ara un cert nombre d'enviaments de conreu, animals o confiança amb la parella, el joc pot ser etern, continuant més enllà del tercer any. L'home és un ramader d'èxit que viu a la granja de Harvest Moon 2 GBC, a qui l'alcalde li demana que ajudi a una noia d'una illa propera a gestionar la granja del seu pare. El començament de la noia la mostra intentant salvar la granja d'en Harry prenent-ne el control. Aleshores coneix el personatge de l'home.
Harvest Moon 3 GBC té lloc en una illa, que té una muntanya, un prat, un petit poble i la granja on es desenvolupa gran part del joc. No hi ha botigues per comprar coses com eines, collites i animals; cada dilluns i dijous hi ha disponible un ferri per portar el personatge a terra ferma, on resideixen totes les botigues. Això és inusual per a un joc de Harvest Moon, ja que la majoria permet als jugadors comprar coses quan ho desitgin.
El cultiu i la cria de bestiar es troben entre les principals tasques de Harvest Moon 3 GBC. Però, com passa amb molts altres jocs HM, el jugador té l'oportunitat de casar-se amb la seva parella i fins i tot tenir un nadó. Hi ha algunes diferències entre jugar com a personatge masculí o femení; la noia comença amb una vaca lliure i un raspall, però no pot actualitzar les eines, quan el personatge de l'home pot. L'home també té més resistència que la dona. També quan el jugador es casa com a dona, el joc s'acaba, però com a home, el joc continua.
El jugador rep una mascota al començament del joc i pot triar entre un gos, un gat, un porc o un ocell. El bestiar inclou vaques, gallines i ovelles, i el jugador pot tenir fins a vuit de cadascun. Les vaques produeixen llet, les gallines produeixen ous i les ovelles produeixen llana. Aquests animals poden parir en les condicions adequades. El jugador també pot aixecar fins a vuit cavalls. Els cavalls no produeixen cap bé, però es poden muntar, vendre o entrar al circuit de curses de cavalls. Els cavalls inscrits a les curses no seran retornats, però la seva posició es pot comprovar llegint l'"Informe Cherry Cup" i l'"Informe Galop Stakes", que es troben a la prestatgeria. Hi ha una varietat d'eines, algunes conegudes dels anteriors jocs de Harvest Moon, altres noves.